# Kandagar
Kandagar (Кандагар) è un film del 2010 diretto da Andrej Kavun.

## Trama
1995 anno. Afghanistan. Un aereo cargo russo è atterrato con la forza in un aeroporto di Kandahar. Cinque piloti russi furono catturati.